# Peg (lied)
Peg is een lied uit 1977 van de Amerikaanse band Steely Dan. Het is afkomstig van het album Aja en werd in Noord-Amerika een top 20-hit (#11 in Amerika, #7 in Canada).
Peg gaat waarschijnlijk over de actrice Peg Entwistle die in 1932 zelfmoord pleegde, vlak voordat Thirteen Woman uitkwam, de film waarin ze debuteerde.
Zeven gitaristen - waaronder Robben Ford en Larry Carlton - hebben geprobeerd om de solo in te spelen; de uiteindelijke versie is van Jay Graydon. Michael McDonald nam de meerstemmige achtergrondzang voor zijn rekening.

## Covers en samples
- Peg werd later alsnog een hit in Nederland; in 1989 als sample in De La Soul's Eye Know en in 1992 als nagespeelde sample in Joe Public's Live and Learn.
- De Britse singer-songwriter Nerina Pallot nam in 2007 een cover op.